# HMS Jervis Bay
HMS Jervis Bay var en brittisk oceanångare som senare byggdes om till en beväpnad hjälpkryssare. Hon sjösattes 1922 och sänktes i strid den 5 november 1940 av den tyska tunga kryssaren Admiral Scheer i en strid som gav kaptenen Viktoriakorset.

## I kommersiell tjänst
Fartyget sjösattes som Commonwealth Lines oceanångare Jervis Bay, uppkallat efter den australiska bukten med samma namn (rederiet namngav alla sina passagerarfartyg efter vikar). Hon var ett av fem stora fartyg som transporterade immigranter mellan Storbritannien och Australien.
Commonwealth Line hade problem med höga driftskostnader och frekventa arbetskonflikter, så 1928 såldes fartygen till White Star Line som drev dem i "Aberdeen and Commonwealth Line" - en enhet som skapades genom sammanslagning med Aberdeen Line, som var ett dotterbolag till White Star. Under det nya ägarskapet använde Jervis Bay Southampton som brittisk hemmahamn i stället för London, vilket hade varit fallet under Commonwealth Lines ledning. År 1931 byggdes hon om och boendet ändrades från hytter till 12 första klass- och cirka 712 tredje klass-passagerare till hytter för 270 turister. Detta kunde ökas genom tillägg av tillfälliga åtgärder till totalt 540.

## Tjänst som hjälpkryssare
Jervis Bay rekvirerades av Royal Navy i augusti 1939 när andra världskriget bröt ut och beväpnades med sju BL 6-tums (15,2 cm) kanoner av 1898 års modell och två QF 3-tums (7,6 cm) kanoner av 1894 års modell. 15,2 cm kanonerna var enkelmonterade med sköldar med öppen rygg, och var placerade enligt följande: två på vardera sidan av fördäck och två på vardera sidan av övre däcket bakom fördäckets slut, vilket gav två kanoner som sköt rakt fram; två kanoner var monterade på kvartsdäck och den sjunde var monterad på taket på den bakre delen av överbyggnaden med full sikt över aktern, vilket gav fartyget tre kanoner som kunde skjuta akterut, eller totalt fyra 15,2 cm kanoner tillgängliga för en bredsida. 7,6 cm luftvärnskanonerna var monterade på vardera sidan av båtdäcket i ovanliga cirkulära öppna kasematter, vilket gav varje kanon en 180-graders vy åt sidan.
Efter att Jervis Bay hade köpts och tagits i bruk placerades hon till en början under överbefälhavaren för Sydatlanten. Den 13 oktober 1939 var hon inblandad i en olycka vid Rosyth, då hon rammade den gamla S-klass jagaren HMS Sabre. Jervis Bay fick sedan uppgiften att eskortera konvojer i maj 1940, baserad vid Royal Naval Dockyard, Bermuda. Efter en kort reparation i Halifax, Nova Scotia, blev hon utsedd till den enda eskorten för de 37 handelsfartygen i konvoj HX 84 från Bermuda och Halifax till Storbritannien (Jervis Bay eskorterade en konvoj från Bermuda som till sjöss slogs samman med en konvoj från Halifax).
När konvojen mötte den tyska tunga kryssaren Admiral Scheer cirka 1 400 km sydsydväst om Reykjavík, beordrade kaptenen på Jervis Bay, Edward Fegen, konvojen att skingra sig och satte sitt eget fartyg på kurs mot det tyska krigsfartyget för att dra till sig dess eld. Jervis Bays 15,2 cm kanoner var hopplöst underlägset det tyska fartygets 28,3 cm kanoner, men det attackerade ändå det större fartyget med sina kanoner, och sköt mer för att distrahera det tyska fartyget från handelsfartygen än med förhoppningar om att göra någon skada. Trots att kryssarens beskjutning var förödande för Jervis Bay, och att många besättningsmän dödades, kämpade den skadade kapten Fegen och den överlevande besättningen vidare tills deras fartyg sjönk. Edward Fegen och många ur besättningen sjönk med fartyget.
Jervis Bays uppoffring gav tillräckligt med tid för att konvojen skulle börja skingras. I slutändan kunde den tyska kryssaren bara sänka fem handelsfartyg, och resten av konvojen undkom.
Sjuttioåtta överlevande av Jervis Bays besättning på 254 personer plockades upp av det neutrala svenska fartyget Stureholm (tre av dem dog senare av sina skador).
Kapten Fegen tilldelades ett postumt Viktoriakors som ett resultat av sin uppoffring.